# Château d'Iwakuni
Le château d'Iwakuni (岩国城, Iwakuni-jō) se trouve à  Iwakuni, préfecture de Yamaguchi au Japon.

## Histoire
Ce château est construit par Kikkawa Hiroie de 1601 à 1608 pour son propre usage.
Kikkawa est un serviteur d'un vassal d'un shogun du clan Mōri. Cependant ce château est démoli sous l'autorité de la loi dite Ikkoku-ichi-jo (一国一城, littéralement, « un château par province »), ordre établi par le shogunat Tokugawa en 1615.
Le célèbre Kintai-kyō est à l'origine un pont vers l'entrée principale du château.
Après la destruction du château, Kikkawa utilise une partie de l'ancien château comme bureau résidentiel.
Une réplique de la tour du château se trouve au sommet d'une colline qui domine la rivière Nishiki et le pont Kintai dans la ville d'Iwakuni.
Le clan Kikkawa possède ce château ainsi que le domaine (han) d'Iwakuni, aux revenus estimés à 30 000 puis 60 000 koku.

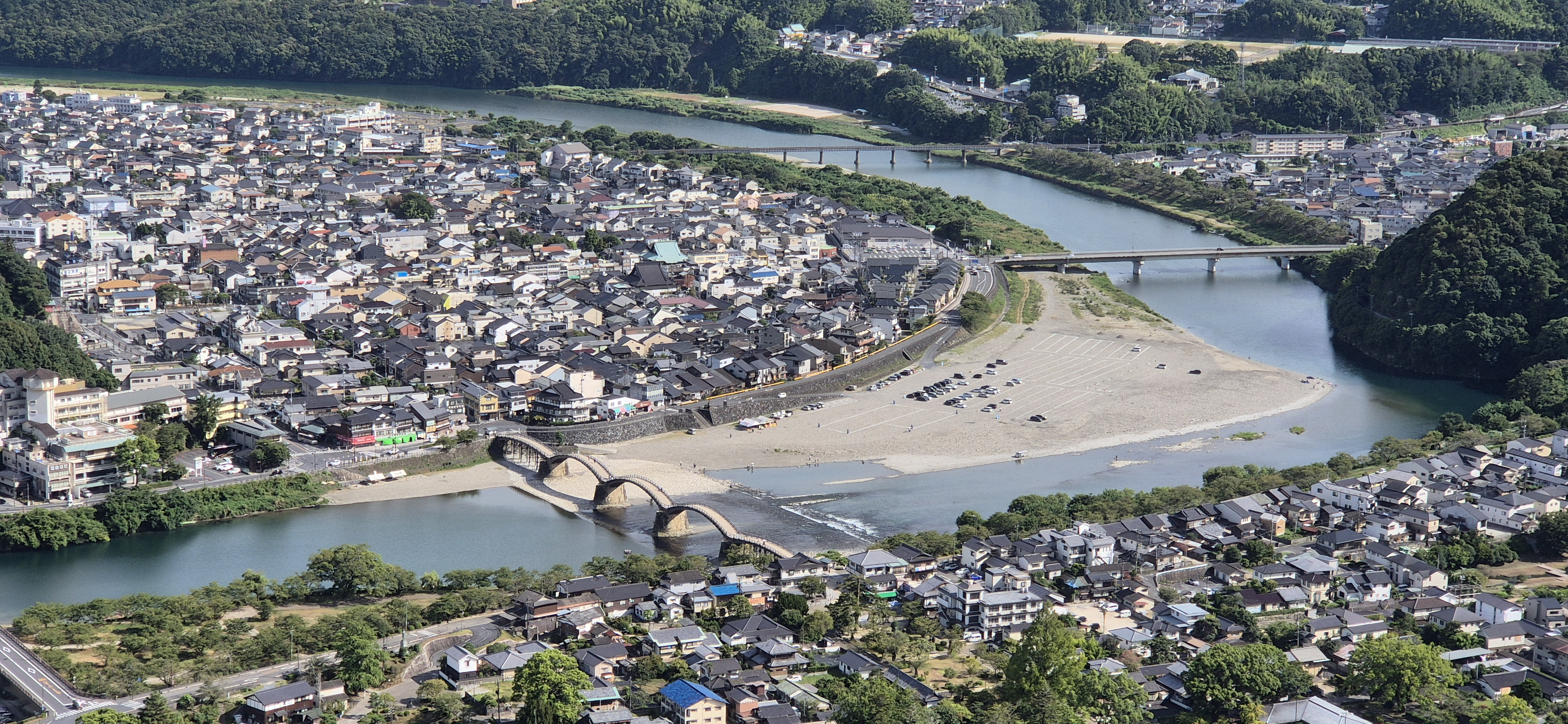
Vu du pont depuis le château.